# Oliver Hohlfeld
Oliver Hohlfeld (* 21. Januar 1965 in Cottbus) ist ein deutscher Autor, Dramaturg und Theaterfotograf.

## Leben
Hohlfeld legte sein Abitur 1983 in Halle ab und nach einem Regie-Volontariat beim Fernsehen der DDR erfolgte sein Berufsabschluss als Fotograf. Da ihm ein Regiestudium nicht erlaubt wurde, studierte er erst nach der Wende an der Humboldt-Universität in Berlin Neuere Deutsche Literatur und Theaterwissenschaften. Er erlangte 2000 mit der Arbeit Werner Schwabs Fäkaliendramen. Der exemplarische Fall: „Die Präsidentinnen“. Eine Analyse der Rezeption und des Werkes den Magistergrad.
1986 wurde Hohlfeld Schifffahrtsagent im Hafen Halle/Trotha, von 1989 bis 1990 arbeitete er als Fotograf und Leiter der Sichtwerbung am Theater Anklam und in den Jahren 1986 bis 1989 als Fotograf am Landestheater Halle. In der Zeit von 1990 bis 1994 arbeitete er dann als Fotograf und Leiter der Sichtwerbung am Theater Schwedt.
In den Jahren 1997 bis 1998 war er Autor und Dramaturg in der Inszenierung „Die Richtstatt“ am Staatsschauspiel Dresden (Regie: Volker Metzler; UA). 1997 machte er ein Dramaturgie-Praktikum an der Baracke am Deutschen Theater. Von 1999 bis 2001 arbeitete er als Dramaturg, Regieassistent und Theaterfotograf am Landestheater Mecklenburg/Neustrelitz. 1999 war er Autor, Dramaturg und Spielleiter in der Aufführung „Dracula“ in Zusammenarbeit mit dem Papiertheater Invisius, Berlin. 1998 arbeitete Hohlfeld als Dramaturg im Tanzprojekt „Face off“; Choreographie von Antje Fehér am Opernhaus Halle.
2003 folgte die Uraufführung von „Kopflos“ in Berlin im Theaterzelt Pankow. 2002 erarbeitete Hohlfeld die Dramatisierung des Romans „Der Trinker“ von Hans Fallada im Auftrag der Theater und Orchester GmbH Neubrandenburg/Neustrelitz; Uraufführung am 29. Mai 2003 unter der Regie von Thomas Roth.
2004 erfolgte eine Veröffentlichung der Komödie „Die Verweigerung“ im LUNARDI Verlag und Lesung im Podewil, u. a. mit Ursula Werner und Friedhelm Ptok. 2003 war er Autor des Operettenlibrettos für „Königin Luise – Eine Königin tanzt“ im Auftrag der Theater und Orchester GmbH Neubrandenburg / Neustrelitz Gesellschaft mit beschränkter Haftung.
Von 2005 bis 2007 hatte er einen Auslandsaufenthalt in Madrid.
2006 war die Uraufführung seines Stückes „Jagen“ in Berlin am ACUD-Theater, das von Thomas Roth auch am Orphtheater in Berlin inszeniert wurde. Die Hauptrollen im Beziehungsdrama spielten Matthias Horn und Angela Nicotra.
Von 2007 bis 2009 war er Dramaturg an der Theater und Orchester GmbH Neubrandenburg/Neustrelitz. 2007 beteiligte er sich an der Dramatisierung von Astrid Lindgrens Ronja Räubertochter im Auftrag der Theater und Orchester GmbH Neubrandenburg / Neustrelitz Gesellschaft mit beschränkter Haftung und war Kurator und Gestalter der Ausstellung: „Kunstwerk und Dokument – Theaterfotografie in Berlin und Umland“ in Sevilla.
2009 hat er mit der Schauspielschule Berlin eine Dramatisierung nach Elementen des Dschungelbuches von Rudyard Kipling im Theaterzelt im Schlossgarten Neustrelitz aufgeführt.
2010 folgte die Premiere von Hohlfelds Film Wald-Trilogie im Kino der Basiskulturfabrik Neustrelitz (Harlekina / Im Wald / Eine Lichtung; In den Wald, Eine Dokumentation; Harlekins Geburt). 2012 war die Premiere seines Filmprojekts Drei Mädchen, drei Koffer an den Uckermärkischen Bühnen Schwedt, Prenzlau.
Seit 2013 arbeitet Hohlfeld kontinuierlich als Autor und Dramaturg für die Deutsche Tanzkompanie in Neustrelitz. Nach der Premiere des getanzten Märchens Es war einmal (Idee und Choreographie: Kirsten Hocke) entstanden in Zusammenarbeit mit dem Choreographen und Regisseur Lars Scheibner und Bühnenbildner Robert Pflanz das Tanzepos mit mittelhochdeutschen Texten Die Nibelungen (2015) und 2016 das Tanzfest 53°N – Völker wandern. Darauf folgten Das Dschungelbuch, ein Tanzabenteuer für die ganze Familie und 2017 Kriemhilds Rache.
Zwischen 2008 und 2017 entstanden Hohlfelds Erzählungen Paperbag und Der Tod meines Mannes, die 2017 im Verlag Bullauge erschienen sind.

## Werke
- Die Verweigerung: Komödie, Lunardi, Berlin, 2004, ISBN 3-9809935-1-5[16][17]
- Theaterstück Eiland (Fragment), in: EXPEDITION LUNARDI, Eine Anthologie, Herausgegeben von Bettina Hartz und Asmus Trautsch, Lunardi-Verlag, 2004, ISBN 3-9809935-0-7.
- Königin Luise. Bilder eines Lebens, Unipress. 2004. Herausgeber: Schlossgartenfestspiele Neustrelitz E.V (zusammen mit Matthias Wolf)[18]
- Die Letzten der Glücklichen (Theaterstück, 1994)
- Volksschwankung (Theaterstück, 1995)
- Erbgut (Theaterstück, 1996)
- Jungbrunnen (Theaterstück, 1997)
- Die Richtstatt (dramatische Fassung von T. Aitmatows Roman für das Staatsschauspiel Dresden, UA 1997)
- Quarantäne! (Theaterstück, 1998/2001)
- Trilogic (drei Monologe: Modern things, Mädchen – lange Tage, Jagen, 1998/2002); das Drama Jagen wurde 2006 in Berlin uraufgeführt.
- Kopflos (Theaterstück, 2000; UA Berlin 2003)
- Messermond – Woyzecke muss bluten (2002)
- Rattengift (2002)
- Meerbuch (in Zusammenarbeit mit Birgit Hampel-Chikalov, 2002)
- Abschied von Januar (in Zusammenarbeit mit der Grafikerin Stella K. Krehl, 2002)
- Sieben Zirkusstücke (in Zusammenarbeit mit der Grafikerin Stella K. Krehl, 2003)
- Das Band – Roman in Fragmenten (Roman in Zusammenarbeit mit der Grafikerin Stella K. Krehl, 2003)[19]
- Der Trinker (dramatische Fassung von H. Falladas Roman für das Theater Neustrelitz/Neubrandenburg, Uraufführung 2003)
- Königin Luise – Eine Königin tanzt (Operettenlibretto für das Theater Neustrelitz, Uraufführung 2004)[20]
- Es war einmal (getanztes Märchen) 2013, UA Schauspielhaus Neubrandenburg
- Die Nibelungen (Tanzepos mit mittelhochdeutschen Texten), 2015 UA Landestheater Neustrelitz
- 53°N – Völker wandern (Ein Tanzfest), 2016 UA Schauspielhaus Neubrandenburg
- Das Dschungelbuch (Ein Tanzabenteuer für die ganze Familie), 2016 UA Schauspielhaus Neubrandenburg
- Kriemhilds Rache (Tanzepos mit mittelhochdeutschen Texten), 2017 UA Schauspielhaus Neubrandenburg
- Paperbag, Erzählung, 2017, Verlag Bullauge, ISBN 978-3-9818121-3-8
- Der Tod eines Mannes, Erzählung 2017, Verlag Bullauge, ISBN 978-3-9818121-2-1